# Magusa erema
Magusa erema là một loài bướm đêm trong họ Noctuidae.